# Église Saint-Achatius de Zahlbach
L'église Saint-Achatius ou Saint-Acace (Kirche St. Achatius) est une église paroissiale catholique située à Bretzenheim, localité rattachée à la ville de Mayence (Allemagne) depuis 1930. Elle est dédiée à saint Achatius, ou saint Acace d'Arménie.

## Historique

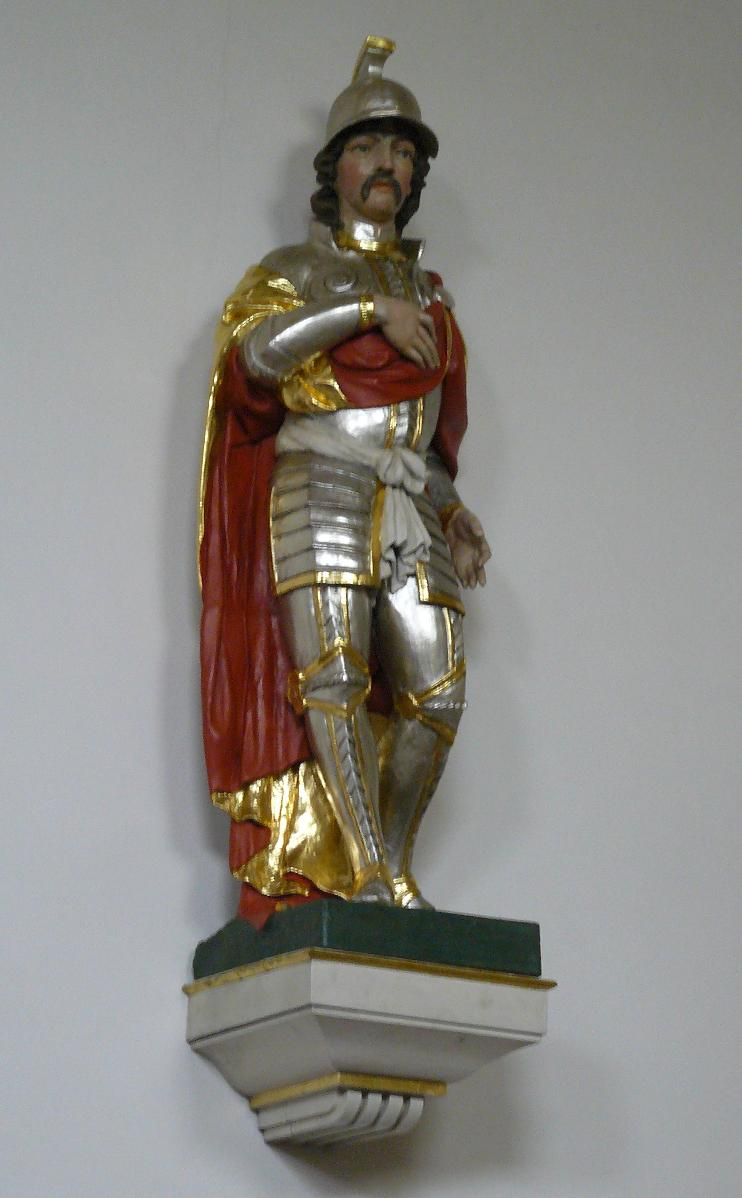
Statue de saint Achatius dans le chœur.

Cette église de la vallée du Zahlbach, non loin de l'aqueduc de Mayence, est la seule église de la région bâtie à l'époque napoléonienne, lorsque Mayence était préfecture française et le diocèse de Mayence sous régime concordataire. Elle se présente sous la forme d'une église-halle de style classique avec une petite abside. Elle a été construite par François-Auguste Cheussey en 1809-1810. Au-dessus de l'abside, se dresse un clocher de 15m de hauteur. L'église mesure 30m de longueur et 13m de largeur.

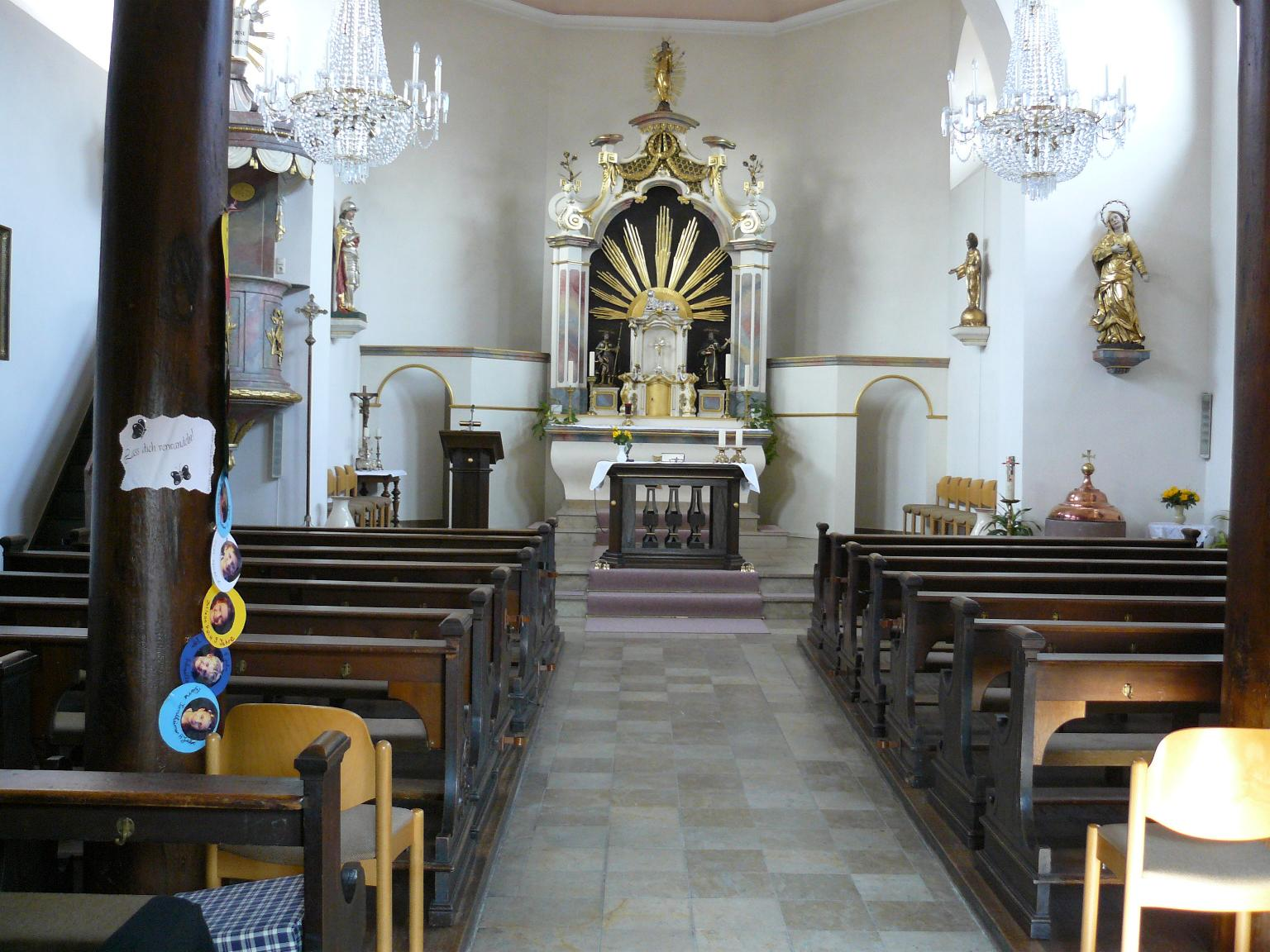
Intérieur de l'église

L'autel, datant de 1780, provient vraisemblablement de l'église conventuelle Sainte-Marie de Dalheim, couvent féminin dispersé en 1802. On remarque aussi à l'intérieur un tableau du XVIIe siècle représentant l' Adoration de l'Enfant-Jésus.

## Source
- (de) Cet article est partiellement ou en totalité issu de l’article de Wikipédia en allemand intitulé « St. Achatius (Mainz) » (voir la liste des auteurs).